# Sopchoppy
Sopchoppy ist eine Stadt im Wakulla County im US-Bundesstaat Florida. Das U.S. Census Bureau hat bei der Volkszählung 2020 eine Einwohnerzahl von 426 ermittelt. 

## Geographie
Sopchoppy liegt rund 20 km südwestlich von Crawfordville sowie etwa 50 km südwestlich von Tallahassee. Die Stadt liegt am Ochlockonee River sowie südlich angrenzend am Ochlockonee River State Park.

## Demographische Daten
Laut der Volkszählung 2010 verteilten sich die damaligen 457 Einwohner auf 203 Haushalte. Die Bevölkerungsdichte lag bei 117,2 Einw./km². 71,3 % der Bevölkerung bezeichneten sich als Weiße, 25,2 % als Afroamerikaner, 0,4 % als Indianer und 0,7 % als Asian Americans. 2,4 % gaben die Angehörigkeit zu mehreren Ethnien an. 2,2 % der Bevölkerung bestand aus Hispanics oder Latinos.
Im Jahr 2010 lebten in 28,4 % aller Haushalte Kinder unter 18 Jahren sowie 36,6 % aller Haushalte Personen mit mindestens 65 Jahren. 63,4 % der Haushalte waren Familienhaushalte (bestehend aus verheirateten Paaren mit oder ohne Nachkommen bzw. einem Elternteil mit Nachkomme). Die durchschnittliche Größe eines Haushalts lag bei 2,36 Personen und die durchschnittliche Familiengröße bei 2,98 Personen.
26,7 % der Bevölkerung waren jünger als 20 Jahre, 19,0 % waren 20 bis 39 Jahre alt, 29,0 % waren 40 bis 59 Jahre alt und 25,1 % waren mindestens 60 Jahre alt. Das mittlere Alter betrug 43 Jahre. 46,8 % der Bevölkerung waren männlich und 53,2 % weiblich.
Das durchschnittliche Jahreseinkommen lag bei 36.250 $, dabei lebten 15,4 % der Bevölkerung unter der Armutsgrenze.
Im Jahr 2000 war Englisch die Muttersprache von 100 % der Bevölkerung.

## Sehenswürdigkeiten
Das Old Sopchoppy High School Gymnasium, die Sopchoppy School und die Mount Beasor Primitive Baptist Church sind im National Register of Historic Places gelistet.

## Verkehr
Sopchoppy wird vom U.S. Highway 319 durchquert. Der nächste Flughafen ist der Tallahassee International Airport (rund 50 km nördlich).